# Marco Polo (périodique)
Pour les articles homonymes, voir Marco Polo (homonymie).
 (mars 2024).
Si vous disposez d'ouvrages ou d'articles de référence ou si vous connaissez des sites web de qualité traitant du thème abordé ici, merci de compléter l'article en donnant les références utiles à sa vérifiabilité et en les liant à la section « Notes et références ».
Marco Polo est une revue de l'éditeur de petit format Aventures & Voyages. Elle a 213 numéros, de mars 1960 (sous le nom de Dorian) à septembre 1986. La revue commence sous le nom de Dorian. Le titre Marco Polo arrive en petit dès le n° 13 de Dorian (mars 1961) et devient régulièrement plus gros jusqu'à devenir le titre principal au n° 25 (mars 1962), Dorian restant inscrit sur la couverture jusqu'au n° 39.
À partir du n° 189, il y a des rééditions de Marco Polo, groupées deux par deux à partir du n° 193.
La revue reparaît en décembre 2013 sous forme de bimestriel.
Il ne faut pas confondre ce titre avec la luxueuse revue de voyages du même nom, lancée par le Club français du livre dans les années 1950. 

## Les séries
- Adam & Evans (José Gual) : n° 168, 171 à 175
- Akela : n° 180, 181
- Archibald (Guy Lehideux) : n° 127
- Capt'ain Vir-de-Bor (Michel-Paul Giroud) : n° 186
- Commando de la Paix (Carlos Cruz) : n° 156 à 158, 160, 161.
- Diavolo corsaire de la Reine (Mario Sbaletta) : n° 151, 152
- Faucon noir (Alan Grant & Massimo Belardinelli) : n° 187 à 192.
- Galax (Roger Lécureux & Roland Garel puis Annibale Casabianca) : n° 96 à 103.
- Harry Blake : n° 206, 208 à 211.
- Jeff Richard (A. Montanari, Claudio Nizzi & S. Marinelli) : n° 161 à 180.
- La bande à Zozo : n° 162
- Les chevaliers des mers : n° 193 à 200.
- Marco Polo (Jean Ollivier & Enzo Chiomenti) : n° 1 à 213.
- Max Martin (Mario Basari & Nevio Zeccara) : n° 165 à 180
- Mimile le chat de luxe : n° 149
- Rocky le trappeur (Pierre Castex & Saverio Micheloni) : n° 1 à 24.
- Rod Grey : n° 182, 183
- Roland le téméraire : n° 162 à 164.
- Sam Play (Mario Basari & M. Rossi) : n° 181, 183 à 198.
- Shandra Boôr (Rengel & A. Sciotto) : n° 144 à 155, 158 à 160.
- Skorpio (Ray Collins & Ernesto Garcia Seijas) : n° 201 à 212.
- Sur deux roues (Mike Western) : n° 199 à 205.
- Sylver des collines (Roger Lécureux & Tito Marchioro) : n° 1 à 109.
- Tiarko : n° 110 à 141
- Yankee (Michel Paul Giroud) : n° 212